# Lake Discovery
Der Lake Discovery ist ein 5 km langer See an der Scott-Küste des ostantarktischen Viktorialands. Er liegt am nördlichen Ende des Hurricane Ridge bzw. am Westrand des Discovery-Gletschers.
Das Advisory Committee on Antarctic Names benannte ihn 1999 in Anlehnung an die Benennung des Mount Discovery. Dessen Namensgeber ist die RRS Discovery, Forschungsschiff der britischen Discovery-Expedition (1901–1904).